# Балахани
Історія нафтогазовидобування на Апшероні
40°27′42″ пн. ш. 49°55′12″ сх. д. / 40.461666666667° пн. ш. 49.92° сх. д.

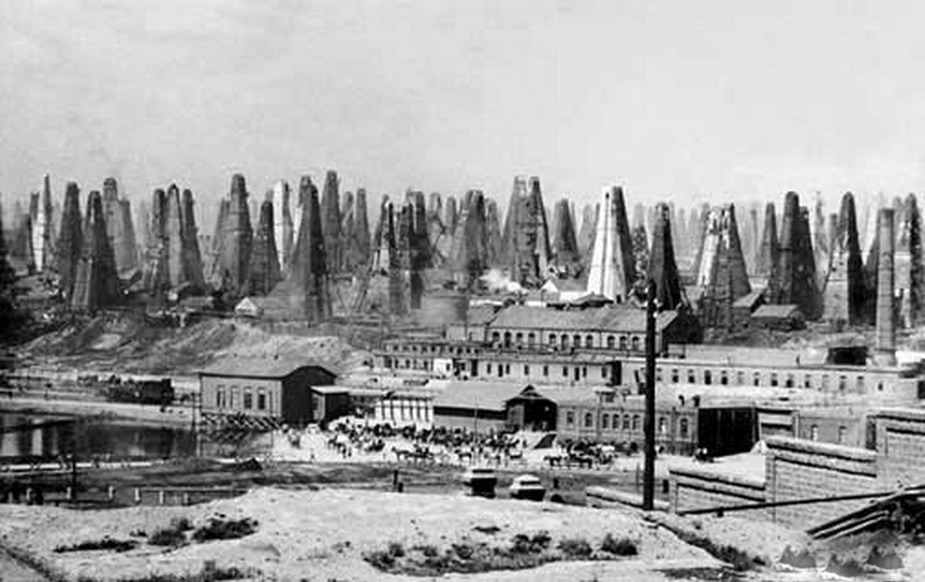
Нафтові свердловини Братів Нобель в Балаханах, передмісті Баку.

Балахани (тат. Balxuni) — поселення та муніципалітет поблизу Баку, Азербайджан, на Апшеронському півострові. Скориставшись нафтовими покладами місцевості, у 1593 р. вручну викопали колодязь глибиною 35 м. У 1837 р.   тут відкрито перший нафтовий завод.  Згідно з офіційним переписом 1886 року, тут проживало 2843 етнічні тати.
Станом на 2015 рік його населення становило 11 615 осіб.